# Therapsidi
Therapsidi (také označováni velmi nepřesně jako savcovití plazi) byl řád ze skupiny Synapsida žijící na konci prvohor a zhruba v první polovině druhohorní éry. Někdy jsou do tohoto kladu řazeni i savci a therapsidi tak vlastně úspěšně přežívají dodnes.

## Vzhled a ekologie
Největší druhy nesavčích therapsidů dosahovaly délky přes čtyři metry. Therapsidi se objevili v raném permu, asi před 275 miliony let. Poměrně dobře se jim dařilo v permu, zatímco v druhohorách byli většinou menších velikostí. Věkem therapsidů je kenozoikum, do kterého však přežila jen jedna jejich skupina - praví savci. Někteří nesavčí zástupci měli chrup přeměněný na zobák, vzdáleně podobný želvímu. Mnoho fosilií bylo objeveno v Rusku, o čemž svědčí názvy jako Inostrancevia nebo Viatkosuchus, spousta fosilií byla nalezena také v jižní Africe, především v oblasti pánve Karoo. Podobali se dnešním savcům způsobem života a fyziologií (byli teplokrevní a pravděpodobně měli i srst) a celkovým vzhledem (jejich stavba kostry umožňovala kráčivou chůzi). Žili převážně na souši (avšak někteří, jako Procynosuchus mohli též dobře plavat) a mnozí z nich byli masožraví.
Mnohé exempláře určené dříve jako formy menších terapsidů (samostatných druhů) byli ve skutečnosti juvenilní jedinci jiných, většinou již známých druhů. Například "odpadkový" taxon Scaloposaurus tak ve skutečnosti zahrnuje množství samostatných forem, objevených na území Jižní Afriky (pánev Karoo).

## Evoluce v druhohorách a kenozoiku
Většina therapsidů vyhynula při katastrofálním vymírání na rozhraní permu a triasu a uvolnila tak prostor pro nástup archosaurů. Ti, kteří přežili do druhohor, jako Tritylodon, Morganucodon a Megazostrodon, bývají považováni za předchůdce savců. Známými představiteli therapsidů jsou rody Lycaenops, Cynodont, Moschops, Lystrosaurus, Gorgonops, Dinodontosaurus a další. Mezi therapsidy patří dle některých definic také savci. Největším známým therapsidem všech dob by tak vlastně byla velryba plejtvák obrovský s hmotností až kolem 200 tun.
Na konci triasu před 201 miliony let vyhynula při hromadném vymírání většina velkých terapsidů a dalších plazů, a to s výjimkou dinosaurů. Díky této události se pak populární dinosauři stali na dalších 135 milionů let (až do konce druhohorní éry) dominantní formou suchozemských obratlovců.

## Taxonomie
Skupinu therapsida dělíme na:
- biarmosuchia (Biarmosuchus atd)
- dinocephalia (Estemmenosuchus, Moschops, Anteosaurus atd.)
- anomodontia (Dicynodon, Lystrosaurus, Placerias atd),
- gorgonopsia (Inostrancevia, Gorgonops, Lycaenops),
- therocephalia (Therocephalian, ericiolacerta)
- cynodontia (Procynosuchus, Cynognathus, Adelobasileus a všichni savci